# Hickory Hills (Illinois)
Hickory Hills je grad u američkoj saveznoj državi Ilinois. Prema popisu stanovništva iz 2010. u njemu je živjelo 14.049 stanovnika.